# IC 101
IC 101 est une galaxie spirale située dans la constellation des Poissons. Sa vitesse par rapport au fond diffus cosmologique est de (2092 ± 22) km/s, ce qui correspond à une distance de Hubble de 30,9 ± 2,2 Mpc (∼101 millions d'al). IC 101 a été découverte par l'astronome français Stéphane Javelle en 1893.
IC 101 présente une large raie HI. IC 101 est aussi une galaxie brillante en rayon X.
À ce jour, six mesures non basées sur le décalage vers le rouge (redshift) donnent une distance de 38,333 ± 4,913 Mpc (∼125 millions d'al), ce qui est à l'intérieur des valeurs de la distance de Hubble.

## Groupe de NGC 470
Selon un article paru en 2006, IC 101 fait partie d'un groupe de galaxies nommé « groupe de NGC 524 ». Ce groupe comporte 10 galaxies brillantes dans le domaine des rayons X. Outre IC 101, ces galaxies sont NGC 489, NGC 502, NGC 509, NGC 516, NGC 518, NGC 524, NGC 532, IC 114 et CGCG 411-058 (PGC 4994). Toutes les galaxies NGC de cette liste, sauf NGC 509, font partie du groupe de NGC 470 rapporté dans l'article d'Abraham Mahtessian. NGC 509 et les 3 dernières galaxies mentionnées ci-haut (IC 101, IC 114 et CGCG 411-058) sont dans la même région du ciel et à peu près à la même distance que les galaxies du groupe de NGC 470. On en conclut donc qu'elles font partie de ce groupe.